# Milu chiński
Milu chiński, milu, jeleń milu, jeleń Davida (Elaphurus davidianus) – gatunek ssaka parzystokopytnego z rodziny jeleniowatych (Cervidae).

## Systematyka

### Taksonomia
Autorem pierwszego opisu naukowego rodzaju i gatunku jest A. Milne-Edwards. Opis ukazał się w czasopiśmie Annales des Sciences Naturelles, Zoologie w 1866 roku. Jako miejsce typowe autor wskazał Chiny (fr. „dans le parc impérial situé à quelque distance de Pékin”). Jedyny przedstawiciel rodzaju milu (Elaphurus).

### Gatunek typowy
Elaphurus davidianus Milne-Edwards, 1866

### Etymologia
Nazwa rodzajowa jest połączeniem słów z języka greckiego: έλαφος élaphos – „jeleń” oraz ουρα oura – „ogon”. Epitet gatunkowy honoruje odkrywcę jelenia, ojca Armanda Davida (1826-1900), francuskiego misjonarza w Chinach oraz naturalistę.

## Występowanie
W warunkach naturalnych zamieszkiwał prawdopodobnie północne i środkowe Chiny. Wytępiony ok. III w. n.e. Zachował się jedynie w niewoli, w parku łowieckim cesarzy chińskich pod Pekinem (Nanhaizi). Introdukowany w Europie i Ameryce Południowej, a następnie reintrodukowany w Chinach, nad Morzem Żółtym. Spotykany w wielu ogrodach zoologicznych, także w Polsce (poznański Ogród Zoologiczny, Park Dzikich Zwierząt w Kadzidłowie, Śląski Ogród Zoologiczny, Ogród Zoologiczny we Wrocławiu oraz Ogród Zoologiczny w Krakowie).

## Charakterystyka ogólna
Podstawowe dane przedstawia tabela:
| Długość ciała | Wysokość w kłębie | Długość ogona | Masa ciała | Dojrzałość płciowa | Długość ciąży  | Liczba młodych w miocie |
| ------------- | ----------------- | ------------- | ---------- | ------------------ | -------------- | ----------------------- |
| 183–216 cm    | 115 cm            | 22–35 cm      | 150–214 kg | 27 miesięcy        | ok. 9 miesięcy | 1–2                     |

Ubarwienie czerwonobrązowe latem, zimą brązowoszare. Wzdłuż grzbietu ciągnie się czarny pas. U młodych występuje cętkowanie. Jeleń Davida ma wąską, długą głowę, krótkie uszy i wyjątkowo długi ogon.
Są zwierzętami stadnymi. W okresie godowym samce toczą między sobą zacięte walki. Żywią się głównie trawami i roślinnością wodną. Samica rodzi w kwietniu lub maju jedno do dwóch młodych. Żyją przeciętnie 18, maksymalnie 23 lata.
Krzyżuje się z jeleniem szlachetnym.

## Zagrożenia i ochrona
Gatunek wymarły na wolności. W warunkach naturalnych (lecz pod stałą kontrolą) występują jedynie w Beijing Milu Park i Dafeng Milu Natural Reserve. Obecna populacja uważana jest za stabilną.